# Gervais Danone
Gervais Danone est une entreprise agroalimentaire, née le 20 mars 1967 de la fusion de Gervais et de Danone. En 1970, elle devient le plus gros fabricant de pâtes de France.

## Croissance externe
Peu après sa création, le groupe rachète successivement les Établissements Lhuissier, fabricant de conserves de charcuterie, en 1968, de Milliat Frères, fabricant de pâtes alimentaires et plats cuisinés, en 1969, et, en 1970, des conserveries Petijean, fabricant de conserves de charcuterie et de la société Régia-Panzani, fabricant de pâtes alimentaires.

## Fusion avec BSN
En 1973, Gervais Danone fusionne avec le groupe  Boussois-Souchon-Neuvesel (BSN) et devient BSN-Gervais Danone.